# Listă de situri arheologice sortată pe continente și epoci
Aceasta este o listă de situri arheologice sortată pe continente și epoci. Pentru o listă de situri arheologice aparținând fiecarei țări consultați: Listă de situri arheologice sortată pe țări iar  pentru siturile arheologice românești consultați: Listă de situri arheologice din România sortată pe județe

## Europa

### Paleolitic

#### Inferior
- Barnfield Pit, Kent, Marea Britanie
- Bilzingsleben, Thuringia, Germania.  Clactonian
- Boxgrove, East Sussex, Marea Britanie.
- Clacton-on-Sea, Marea Britanie.  Clactonian
- Vértesszölös, Ungaria

#### Mijlociu
- Băile Herculane, România
- Creswell Crags, Marea Britanie
- Königsaue, Germania
- Krapina, Croația
- Le Moustier, Franța, Mousterian
- Neanderthal, Germania

#### Superior
- Altamira, Cantabria, Spania
- Aurignac, Haute Garonne, Franța, Aurignacian
- Châtelperron, Franța, Châtelperronian
- Chauvet Cave, Franța
- Dolni Vestonice, Gravettian, Moravia
- La Gravette, Dordogne, Franța, Gravettian
- La Madelaine, Dordogne, Franța, Magdalenian
- Lascaux, Dordogne, Franța, Magdalenian
- Meiendorf, Germania
- Mladec, Moravia
- Peșterile Paviland, Marea Britanie, Wales, Aurignacian
- Solutré, Franța, Solutrean

### Mezolitic
- Cramond, Marea Britanie
- Franchthi, Grecia
- Friesack, Germania, Brandenburg
- Hohen Viecheln, Germania, Mecklenburg
- Howick house,  Marea Britanie
- Lepenski Vir, Serbia
- Star Carr, Marea Britanie

### Neolitic
- Avebury, Marea Britanie
- Bylany, Cehia
- Goseck Germania
- Grimes Graves, Marea Britanie
- La Hoguette, Franța
- Maeshowe Marea Britanie
- Maiden Castle Marea Britanie
- Maumbury Rings, Marea Britanie
- Medway Megaliths, Marea Britanie
- Fairy Toot at Nempnett Thrubwell, Marea Britanie
- Ring of Brodgar Marea Britanie
- Silbury Hill, Britain
- Stanton Drew, Marea Britanie
- Stonehenge, Marea Britanie
- Unteruhldingen Germania
- Windmill Hill Britain
- West Kennet Long Barrow, Marea Britanie
- Zauschwitz, Germania

### Epoca bronzului
- Biskupin Polonia
- Flag Fen, Marea Britanie
- Lerna, Grecia
- Micene, Grecia
- Nebra, Germania
- Siedlung Forschner, Germania
- Tirint, Grecia
- Unetice, Cehia
- Zug, Elveția

### Epoca fierului
- Ambresbury Banks, Marea Britanie
- Danebury, Marea Britanie
- Maiden Castle, Marea Britanie
- Bibracte, Franța
- Heuneburg, Germania
- Manching, Germania
- Hirschlanden, Germania
- Biskupin, Polonia
- La Tene, Elveția
- Mont Vully, Elveția

### Epocă romană/Grecia
- Chew Stoke, Marea Britanie
- Chysauster, Marea Britanie
- Dover painted house,Marea Britanie
- Dover Castle, Marea Britanie
- Glanum (near Saint-Rémy-de-Provence), Franța
- Inchtuthil, Marea Britanie
- Olympia, Grecia
- Pompeii, Italia
- Saalburg, Germania
- Salamis, Grecia
- Sparta, Grecia
- Tropaeum Traiani, România
- Verulamium, Marea Britanie

### Evul mediu timpuriu
- Adelsö, Suedia
- Birka, Suedia
- Gamla Uppsala, Suedia
- Helgö, Suedia
- Jellinge, Danemarca
- Nydam, Danemarca
- Oseberg-Ship, Norvegia
- South Cadbury, Marea Britanie
- Sutton Hoo, Marea Britanie
- Thorsberg, Danemarca
- Valsgärde, Suedia
- Vendel, Suedia

## Asia

### Palaeolitic
- Berekhat Ram, Israel
- Zhoukoudian, China

### Mezolitic
- Abu Hureyra, Siria

### Neolitic
- Atlit Yam, Israel
- Çatalhöyük, Turcia
- Göbekli Tepe, Turcia
- Ierihon, Palestina
- Nevali Cori, Turcia
- Mehrgarh, Pakistan

### Epoca bronzului
- Beycesultan, Turcia
- Knossos, Grecia
- Troia, Turcia
- Ugarit, Liban
- Uluburun, Turcia

### Epoca fierului
- Hattusa, Turcia
- Ninive, Irak
- Taite, Siria

### Epocă romană/Grecia
- Halicarnassos, Turcia
- Knidos, Turcia
- Milet, Turcia
- Myra, Turcia
- Salamis, Cipru

## Africa

### Paleolitic
- Chesowanya, Kenia
- Hadar, Etiopia
- Laetoli, Tanzania (Pliocen)
- Olduvai Gorge, Tanzania, Oldowan
- Omo, Etiopia

### Epoca fierului
- Great Zimbabwe, Zimbabwe
- Carthage, Tunisia (Fenicia)
- Cyrene, Libia

### Epocă romană/Grecia
- Volubilis, Maroc

## America

### Neolitic
- Aztec Ruins National Monument, New Mexico, USA
- Bandelier National Monument, New Mexico, USA
- Chaco Culture National Historical Park, New Mexico, USA
- Gila Cliff Dwellings National Monument, New Mexico, USA
- Meadowcroft Rock Shelter, Pennsylvania, USA
- Pecos National Historical Park, New Mexico, USA
- Petroglyph National Monument, New Mexico, USA
- Snaketown, Arizona, USA
- Cahokia, Illinois, USA
- Casa Grande Ruins National Monument, Arizona, USA
- Effigy Mounds National Monument, Iowa, USA
- Chichen Itza, Mexic
- Monte Verde, Chile
- Easter Island, Chile
- Machu Picchu, Peru

## Evul Mediu
- Axtec, Mexic (Tenochtitlán)

## Australia și Oceania

### Paleolitic
- Lake Mungo

### Epoca clasică
- Mount Wellington, Auckland, Noua Zeelandă